# Țohești, Arad
Țohești este un sat în comuna Hălmăgel din județul Arad, Crișana, România. 
Țohești este o localitate rurală, unul din cele 5 sate componente ale comunei Hălmăgel.